# Carlton Fisk

O número 27 aposentado pelo Red Sox

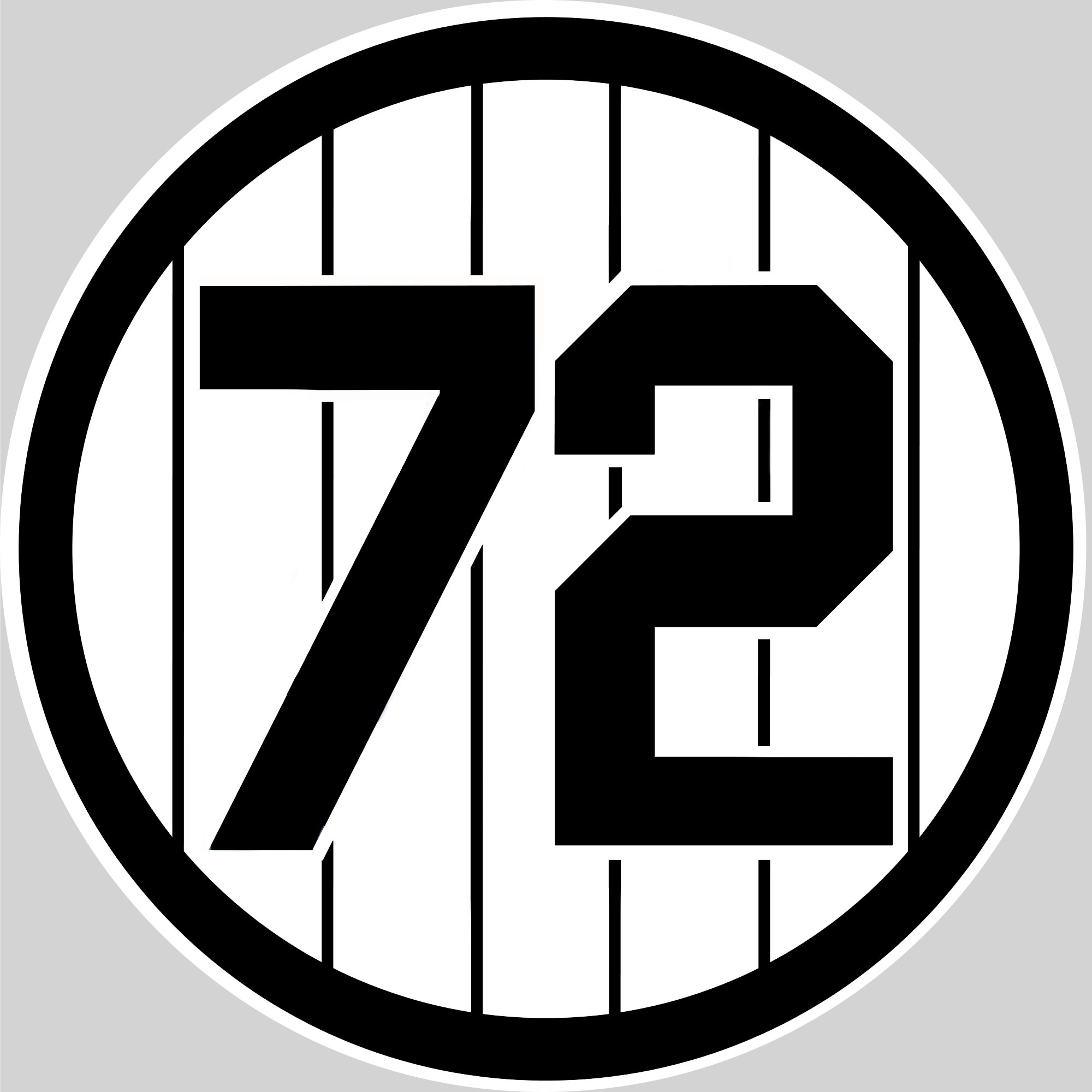
O número 72 aposentado pelo White Sox

Carlton Ernest Fisk (nascido em Bellows Falls, Vermont, em 26 de dezembro de 1947) é um jogador profissional de beisebol aposentado. Ele jogou durante 24 anos na MLB onde defendeu as equipes do Boston Red Sox e do Chicago White Sox.
Enquanto jogador Fisk alcançou duas grandes marcas em sua carreira, quando estabeleceu o recorde de catcher que mais havia jogado, com 2226 jogos, e catcher com maior número de home runs: 376. Os recordes foram superados respectivamente por Mike Piazza e Iván Rodríguez.

## Carreira no beisebol
Draftado pelo Boston Red Sox, Carlton Fisk fez a sua estréia nas Grandes Ligas de Beisebol em 1969, mas teve que se afastar do jogo por causa de compromissos militares. Ele só voltou a jogar em 1971 e acabou sendo eleito o novato do ano em 1972.
Quando se tornou um agente livre, em 1981, Fisk se transferiu para o Chicago White Sox, onde jogou até 1993.

### World Series de 1975
Um dos momentos mais marcantes na carreira de Fisk aconteceu na 12ª entrada do jogo 6 da World Series de 1975. Ele rebateu a bola e ela foi em direção ao poste, dando a impressão que sairia para fora da região válida para uma rebatida. A bola acabou batendo no poste e foi declarado um home run. O Boston Red Sox venceu o jogo por 7 a 6, forçando uma sétima e decisiva partida.
As imagens da TV mostram Carlton Fisk correndo para a primeira base, fazendo vários gestos e comemorando muito. A cena foi marcante pois os cinegrafistas seguiam apenas a bolinha após uma rebatida. Neste dia, o cinegrafista da NBC Lou Gerard resolveu gravar imagens do rebatedor, pois ratos estavam atrapalhando seu trabalho.
A reação de Fisk eternizada nas imagens de Gerard mudaram para sempre a forma de fazer uma cobertura de um jogo de beisebol para a TV, pois a partir deste dia os jogos passaram a ter uma câmera a mais para gravarem imagens com as reações dos jogadores.

## Honras

### Premiações
- 11× All-Star (1972, 1973, 1974, 1976, 1977, 1978, 1980, 1981, 1982, 1985 e 1991)
- Luva de ouro em 1972
- 3× Vencedor da luva de prata (1981, 1985, 1988)
- Novato do ano em 1972
- Camisa número #27 aposentada pelo Boston Red Sox
- Camisa número #72 aposentada pelo Chicago White Sox